# 山矾科
山矾科，又稱灰木科，是開花植物杜鹃花目的一個科，有兩属、约320种，广泛分布在亚洲、澳洲和美洲的热带和亚热带地区，中国约有130余种，主要生长在长江以南的地区。
本科植物都是乔木或灌木，有落叶的也有常绿的，单叶，互生；花两性，辐射对称；果实为核果或浆果。

## 分類及物種
本科有兩屬：
- 山矾属 Symplocos
- Cordyloblaste (Brand) Hatus.

山矾屬的主要品种有白檀（S. paniculata）、山矾（S. caudata）、老鼠矢（S. stellaris）等。种子可榨油做工业用，木材细腻，可用于细木工，叶可提炼黄色染料，有的树种适宜做行道树或绿化用树。
根據1981年的克朗奎斯特分类法，本科原是木蘭綱（Magnoliopsida）
柿樹目（Ebenales）之下五個科之一。1998年根据基因亲缘关系分类的APG 分类法合并到杜鹃花目之下，2003年经过修订的APG II 分类法维持原分类。
本科過往一直都是單屬科植物，2009年被加入Cordyloblaste屬，不再屬科。

## 外部連結
- 維基物種上的相關：山矾科